# Фонтаны-колокола
Фонтаны-колокола — памятник архитектуры, четыре фонтана в восточной части Нижнего парка Петергофа, в саду Монплезира.
Современные фонтаны украшены бронзовыми позолоченными скульптурами на грибовидных каменных пьедесталах, с которых вода спадает в форме колоколов, что и определяет название сооружений.
Фонтаны-колокола отмечают центры четырёх партеров сада. Пётр I отдал распоряжение об их устройстве с использованием уже стоявших в саду свинцовых статуй в 1721 году («воду пустить дабы из под ног вода кругом лилась к земле глатко как стекло»). Эскиз бассейнов и пьедесталов был сделан Николо Микетти.
В апреле 1723 года в отчёте У. А. Синявин сообщил, что фонтаны были запущены и признаны работоспособными. Летом 1723 года кордоны фонтанов были сложены из пудостского известняка, дно вымощено чёрными и белыми плитами. Пьедесталы были сделаны по рисунку из выколотной меди, два в виде каннелированных ваз и два в виде колонн с рельефами из акантовых листьев. Сначала в фонтанах стояли копии статуй времён античности и Возрождения — Аполлино (северо-западный партер, копия с античного оригинала IV в. до н. э.), Ганимед, Фавн и Вакх с сатиром (юго-западный партер, работа Я. Сансовино, оригинал в палаццо Барджелло). В 1797—1799 годах статуи заменили, вновь сделав их из свинца, при этом Ганимеда заменили на Фавна с козлёнком (юго-восточный партер, копия с античного оригинала I в. до н. э., оригинал в музее Прадо), а Фавна — на Психею с бабочкой (копия скульптуры А. Кановы, оригинал в бременском Кунстхалле). В 1817 году статуи заменили ещё раз, на этот раз отлив их из бронзы по моделям И. П. Мартоса. Слепки статуй хранятся в Академии Художеств, кроме слепка с Аполлино (утрачен после 1917 года и реорганизации Академии). Другие копии Аполлино используются в Петергофе в фонтане Восточного квадратного пруда, в Марлинском каскаде, на Монплезирской аллее, также в Нижнем парке Ораниенбаума и на фасаде Павловского дворца; копия Вакха также находится на фасаде Павловского дворца; копия Фавна с козлёнком стоит на Гранитной террасе Екатерининского парка, другая его копия была установлена в Марлинском каскаде, утрачена во время войны. Пьедесталы-вазы стоят под Психеей и Аполлино, пьедесталы-колонны — под Вакхом и Фавном.
В начале Великой Отечественной войны статуи были эвакуированы в Ленинград; постаменты и бассейны были уничтожены. Постаменты вновь отлили из бронзы в 1950 году по модели Я. А. Троупянского на заводе «Монументскульптура», водомёты восстановлены в 1951 году.

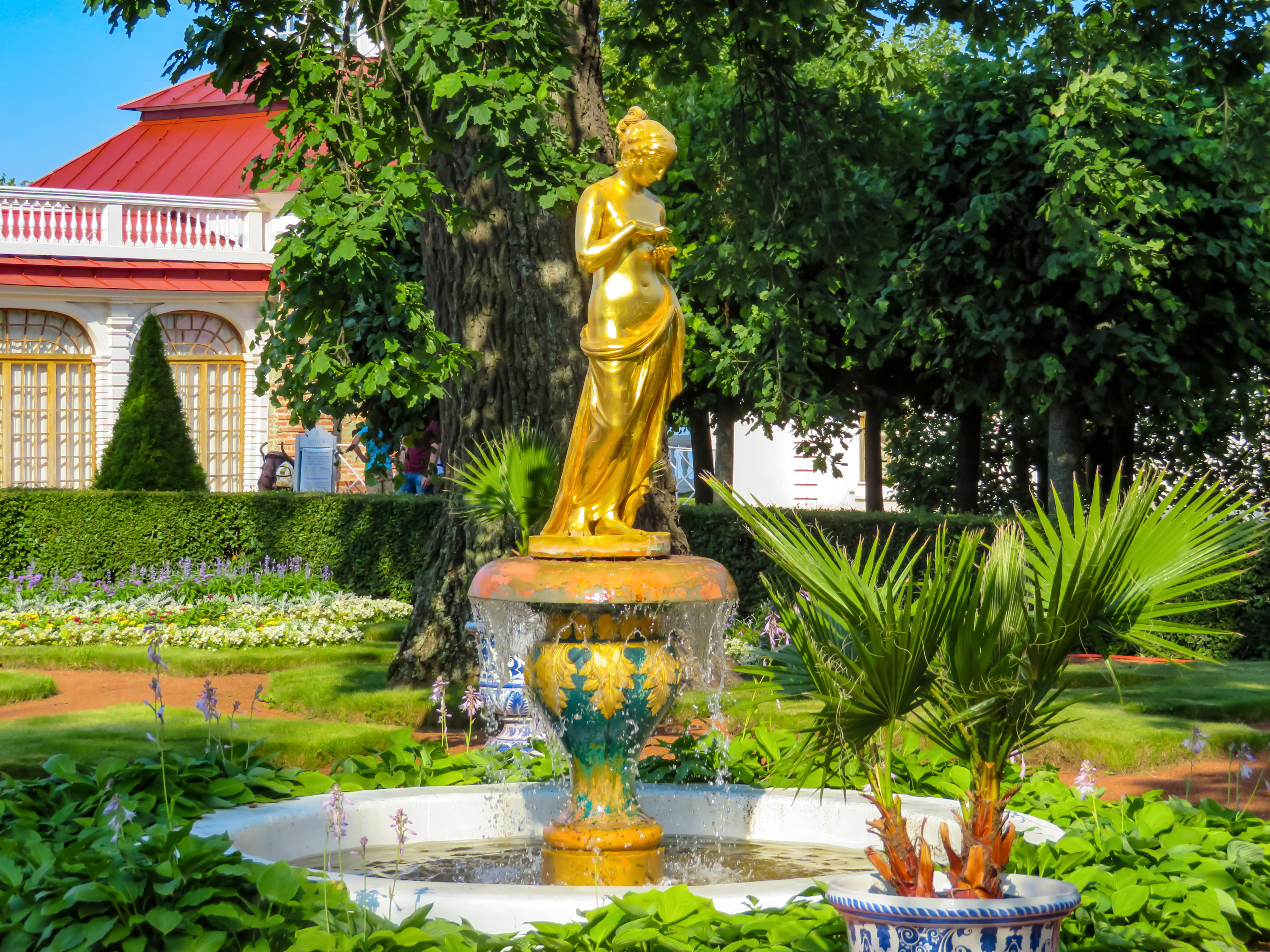
Психея
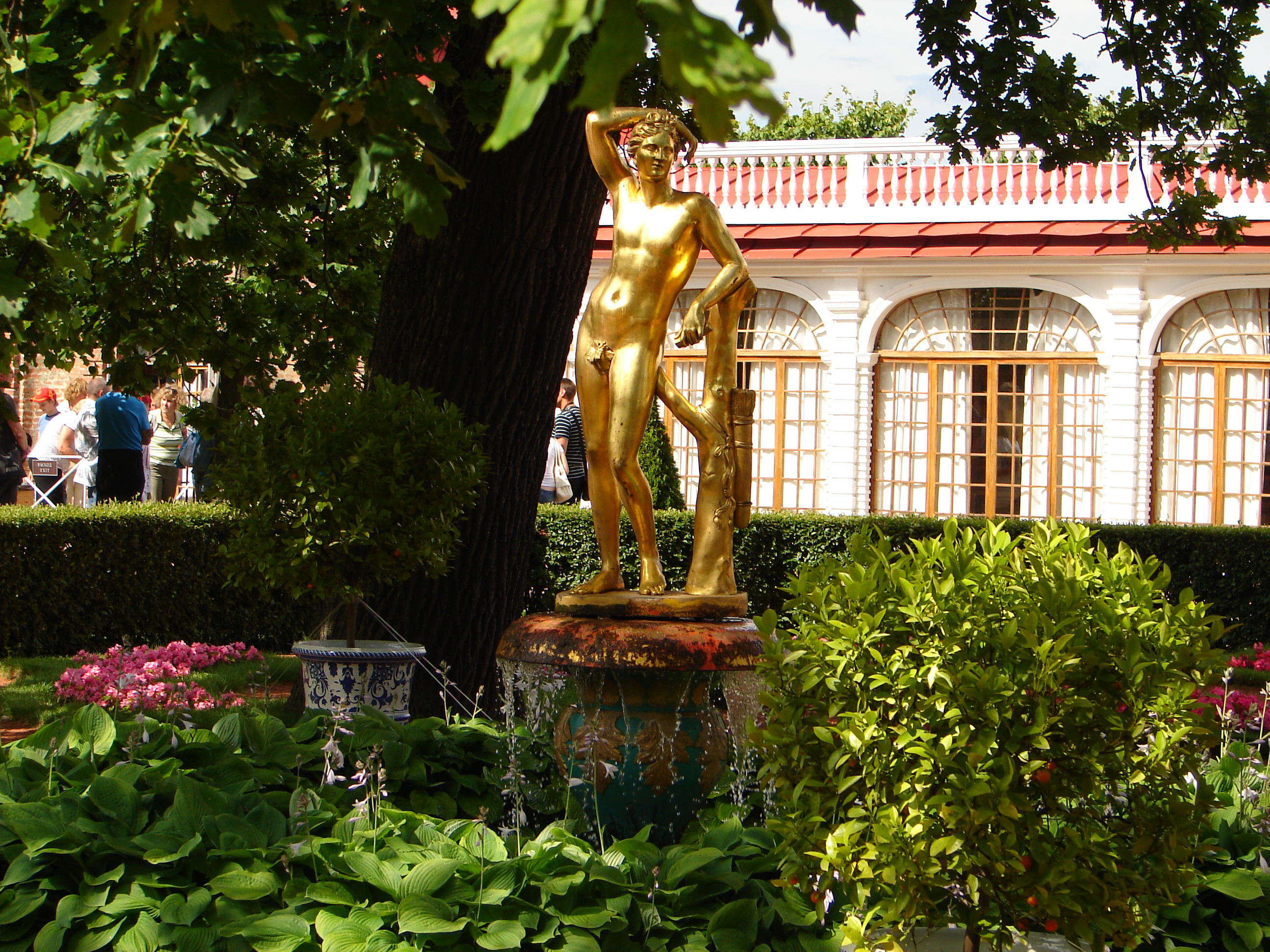
Аполлино
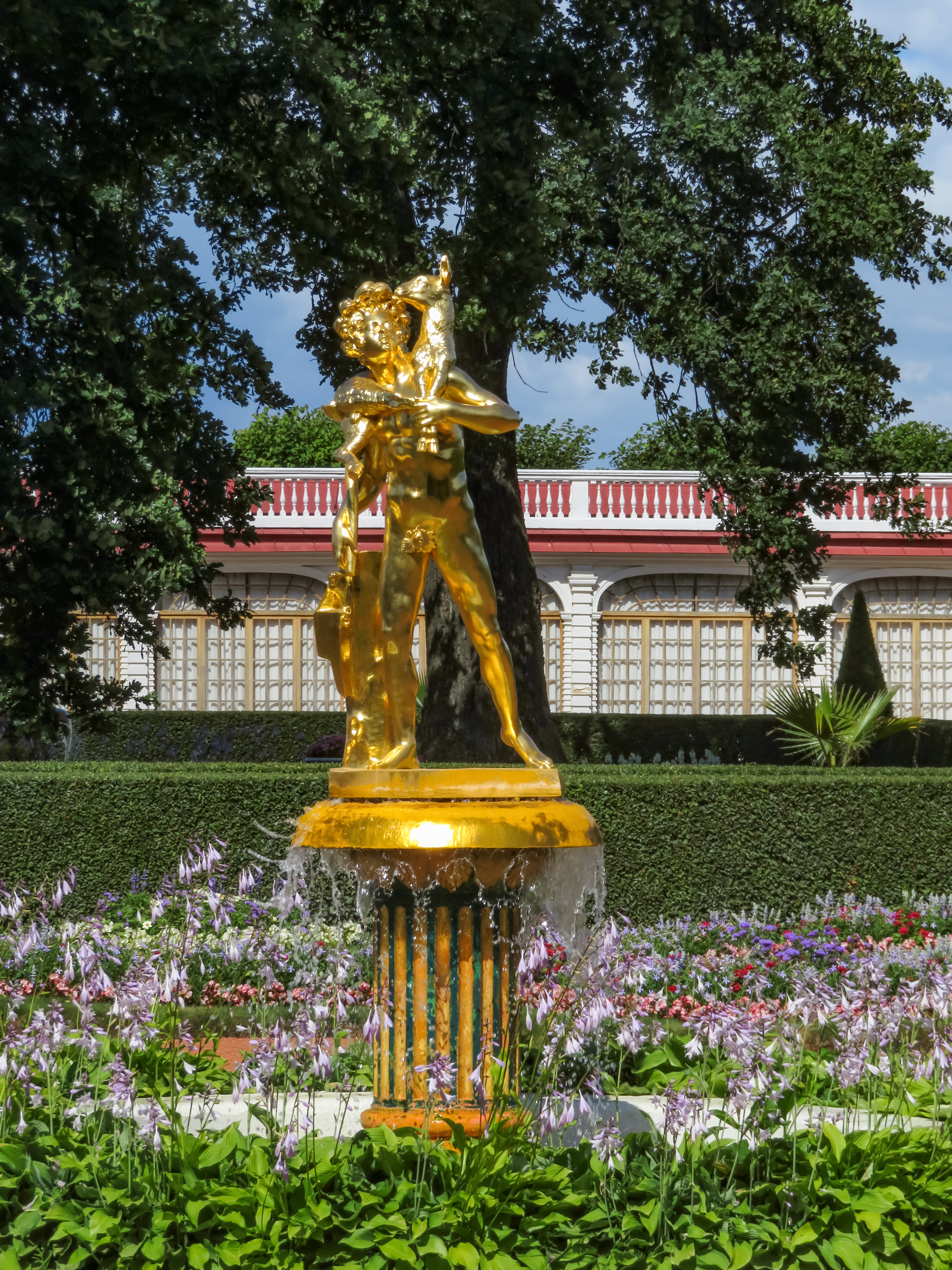
Фавн
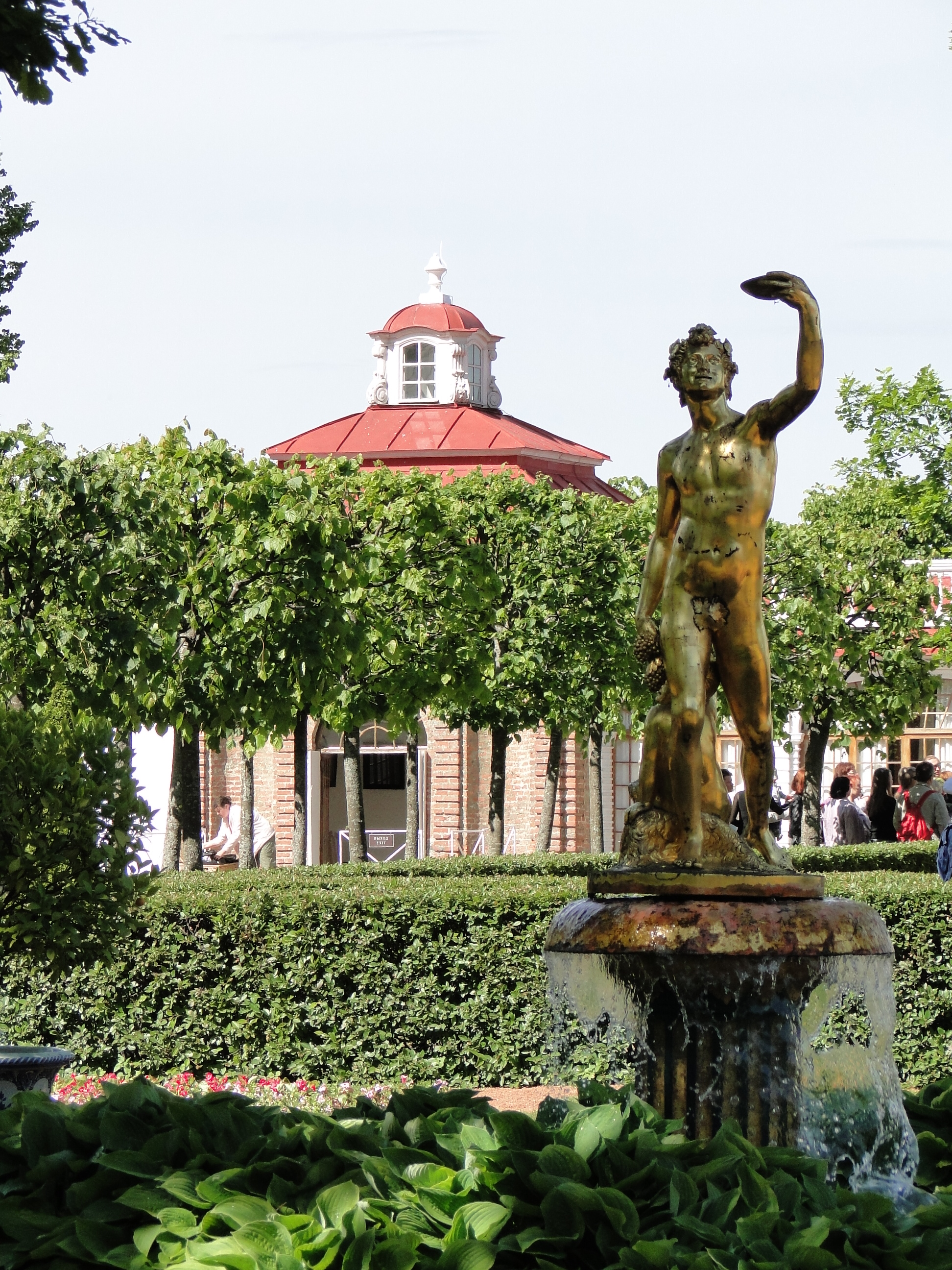
Вакх